# Dean Barton-Smith
Dean Bryan Barton-Smith (né le 1er novembre 1967 à Canberra) est un athlète australien sourd. Il a participé aux Jeux Olympiques d'été de 1992 et aux Deaflympics en 1985, 1989, 1993 et 2005 lesquels il a remporté des médailles. En 2013, Barton-Smith est nommé membre de l'Ordre de l'Australie.

## Palmarès

### Deaflympics
- Deaflympics d'été de 1989
  -  Médaille d'or sur le décathlon[1].
  -  Médaille d'or sur la saut en longueur[1]
- Deaflympics d'été de 1993
  -  Médaille d'or sur la saut en longueur[1]
  -  Médaille d'argent sur 100 m[1]
  -  Médaille d'argent sur 110 m haie[1]
  -  Médaille de bronze sur 200 m[1]
- Deaflympics d'été de 2005
  -  Médaille d'argent sur lancer du javelot[1]
  -  Médaille d'argent sur lancer du poids[1]

### Jeux du Commonwealth
- Jeux du Commonwealth de 1990 : 15e place sur 15
- Jeux du Commonwealth de 1994 : 4e place sur 16

### Championnat nationale
- Championnat nationale en 1988
  -  Médaille de bronze[2].
- Championnat nationale en 1991
  -  Médaille de bronze[2]
- Championnat nationale en 1992
  -  Médaille d'or[2]
- Championnat nationale en 1994
  -  Médaille d'or[2]

## Distinctions et récompenses
- Membre de l'Ordre d'Australie (AM, 2013)